# Maslak Spine Tower
La Maslak Spine Tower est un gratte-ciel de 202 mètres construit en 2014 à Istanbul en Turquie. 